# バッドランドオオツノヒツジ
バッドランドオオツノヒツジ（Ovis canadensis auduboni）は、哺乳綱偶蹄目ウシ科ヤギ亜科に分類されるビッグホーン（オオツノヒツジ）の亜種。絶滅亜種。

## 分布
アメリカ合衆国（ノースダコタ州、サウスダコタ州、ネブラスカ州、モンタナ州、ワイオミング州）

## 形態
体重は150kgにも及んだというから、現存のオオツノヒツジ（体長142～170cm、体重45～135kg）よりも大型であったとおもわれる。

## 生態
バッドランドオオツノヒツジの名は、バッドランドとよばれる岩山に住んでいたことによる。巨体のわりに敏捷で、岩山や崖を平然と行動した。オスの頭には下向きに丸くカーブする大きな角が二本あった。

## 人間との関係
先住民スー族は、肉と角を目当てにオオツノヒツジを捕まえていたが、頭に角をつけて接近するという方式によるもので、捕獲数もわずかだった。
しかしヨーロッパ人の進出以降は事情が変わった。他のシカやレイヨウ（絶滅したものではションブルクジカやポルトガルアイベックスなど）と同様に、見事な角が部屋飾りとして人気を集めたのである。ハンターが盛んにオオツノヒツジ狩りを行い、新たな生息地を捜しても追いつかなくなった。人間に撃たれた最後のバッドランドオオツノヒツジは、1905年にノースダコタで撃たれたものとされている。その後も1910年、あるいは1925年頃まで生存していたという説もある。